# Pont-de-Poitte
Pont-de-Poitte là một xã trong vùng hành chính Franche-Comté, thuộc tỉnh Jura, quận Lons-le-Saunier (quận), tổng Clairvaux-les-Lacs. Tọa độ địa lý của xã là 46° 35' vĩ độ bắc, 05° 41' kinh độ đông. Pont-de-Poitte nằm trên độ cao trung bình là 442 mét trên mực nước biển, có điểm thấp nhất là 429 mét và điểm cao nhất là 570 mét. Xã có diện tích 7.02 km², dân số vào thời điểm 2004 là 619 người; mật độ dân số là 88 người/km².

## Thông tin nhân khẩu
| 1962 | 1968 | 1975 | 1982 | 1990 | 1999 |
| ---- | ---- | ---- | ---- | ---- | ---- |
| 576  | 583  | 592  | 657  | 638  | 582  |

## Địa điểm tham quan
Nhà thờ của Pont-de-Poitte xuất phát từ thế kỉ thứ 19.